# コーンウォール料理

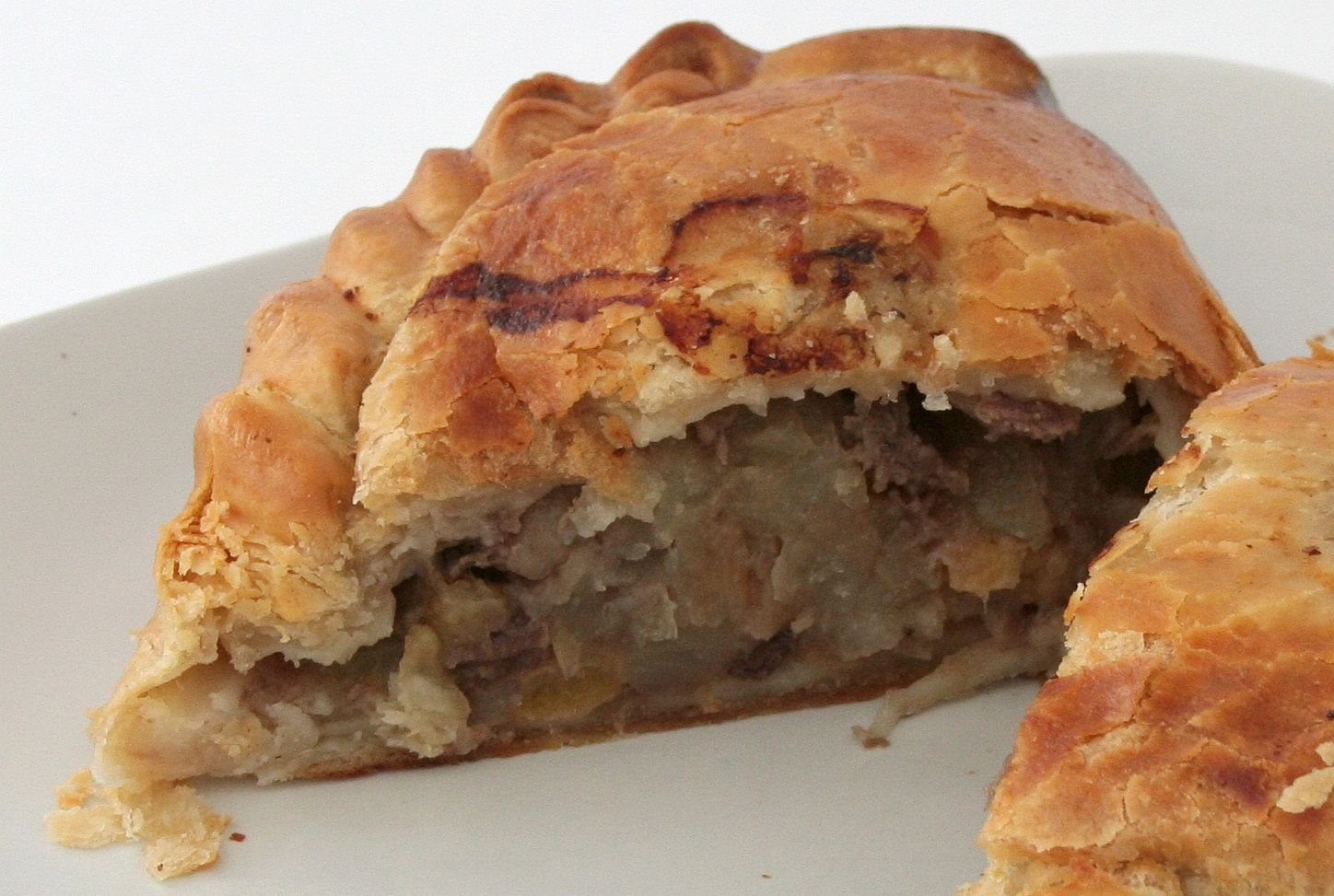
コーニッシュ・パスティ

コーンウォール料理（コーンウォールりょうり、英: Cornish cuisine）には、コーンウォールおよびコーンウォール人に関連する各種料理、伝統およびレシピが含まれ、カウンティの地理および社会的歴史に大きく影響されている。
コーンウォールは歴史的に魚が豊富な海に囲まれた半島に位置し、伝統的および現代のコーンウォールのレシピの大部分を魚料理が占める。漁業はカウンティの経済に大きな役割を果たしてきた。コーンウォールの象徴的な料理パスティは、このカウンティのもう一つの歴史的産業である鉱業が発祥である。
コーンウォールはイギリス料理とお互いに影響を与えあい、サウス・ウエス・イングランドの隣のカウンティ、デヴォンの料理と類似している。
特定のコーンウォールの食品や料理は、EU法のもと地理的表示保護による保護が認められており、コーンウォールで製造および主に生産している場合に「コーニッシュ」として名付けて販売することができる。コーンウォール食品飲料品フェスティバルはコーンウォールの料理と生産品を促進している。主なテーマは魚やジビエである。高級コーンウォール料理レストランおよびホテルの多くがメニューにジビエを加えている。
コーンウォール特産品の製造業者には、パン製造ではウォーレンズ・ベーカリー、乳製品製造ではデイビッドストウ・クレマリーおよびスコリアーのロダスがある。

## 料理

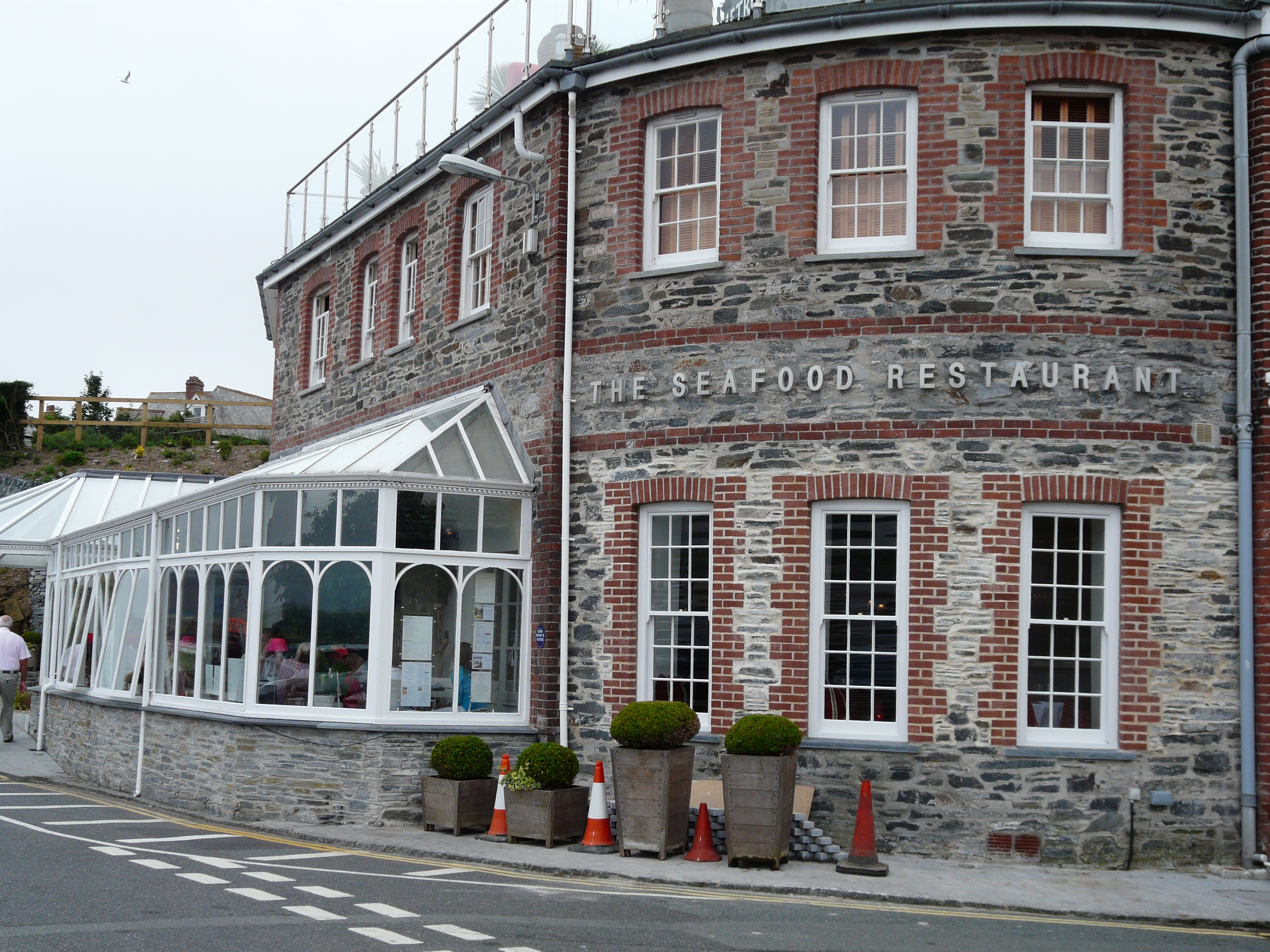
パドストウにあるリック・スタインのシーフードレストラン

コーンウォールには料理の強固な伝統がある。三方を資源に恵まれた漁場に囲まれ、コーンウォールは古来より新鮮な魚介類を得ていた；ニューリンは、水揚げ高がイギリス最大の漁港である。
リザード半島の伝統料理は1980年に出版された冊子に記述されている。これには、「gerty milk」（パンと牛乳）と紅茶またはココアの朝食；ペイストリー、ルタバガ、ジャガイモ、牛肉、およびタマネギで作るパスティ；牛肉煮；リンゴ、タマネギと塩蔵豚肉で作るスクワーブパイ、「scrowled pilchards」（ピルチャードの直火焼きまたは鉄板焼き）；および「ヘヴァ・ケーキ」が含まれる。
2009年4月、南西地域フードウィークに関する庶民院の企画の一部として、当時影の内閣のコーンウォール大臣だったマーク・プリスク国会議員が国会議事堂でコーンウォールの食べ物と飲み物を宣伝した。

### 魚料理

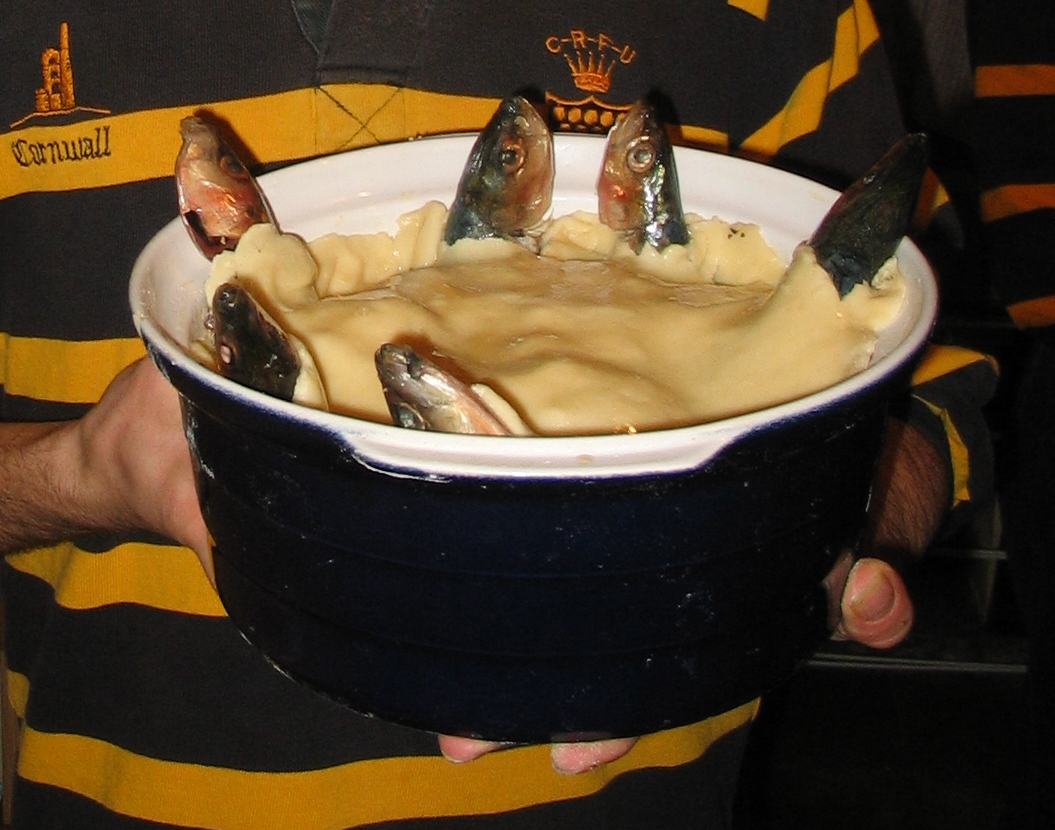
サーディンが空を見上げるスターゲイジー・パイ

テレビ出演する料理人リック・スタインは、パドストウで長期にわたり魚料理レストランを開いていた。2006年にジェイミー・オリヴァーはニューキー近郊のウォーターゲート湾に2店目のレストラン「フィフティーンコーンウォール」を開いた。『マスターシェフ 天才料理人バトル!』本家イギリス版の司会であり「スミス・オブ・スミスフィールド」創業者  ジョン・トロードは、2007年にペランポースの「Seiners」を買い取った。ネイサン・アウトローはミシュラン2つ星レストランをロックに開き、その後ポート・アイザックに移転した 。
有名な地元の魚料理は、パイ生地に刺した魚の頭が「星を見る」ような魚のパイ、スターゲイジー・パイである。このパイは、トム・バーコックス・イヴの伝統儀式の一部として調理される。

### パスティ

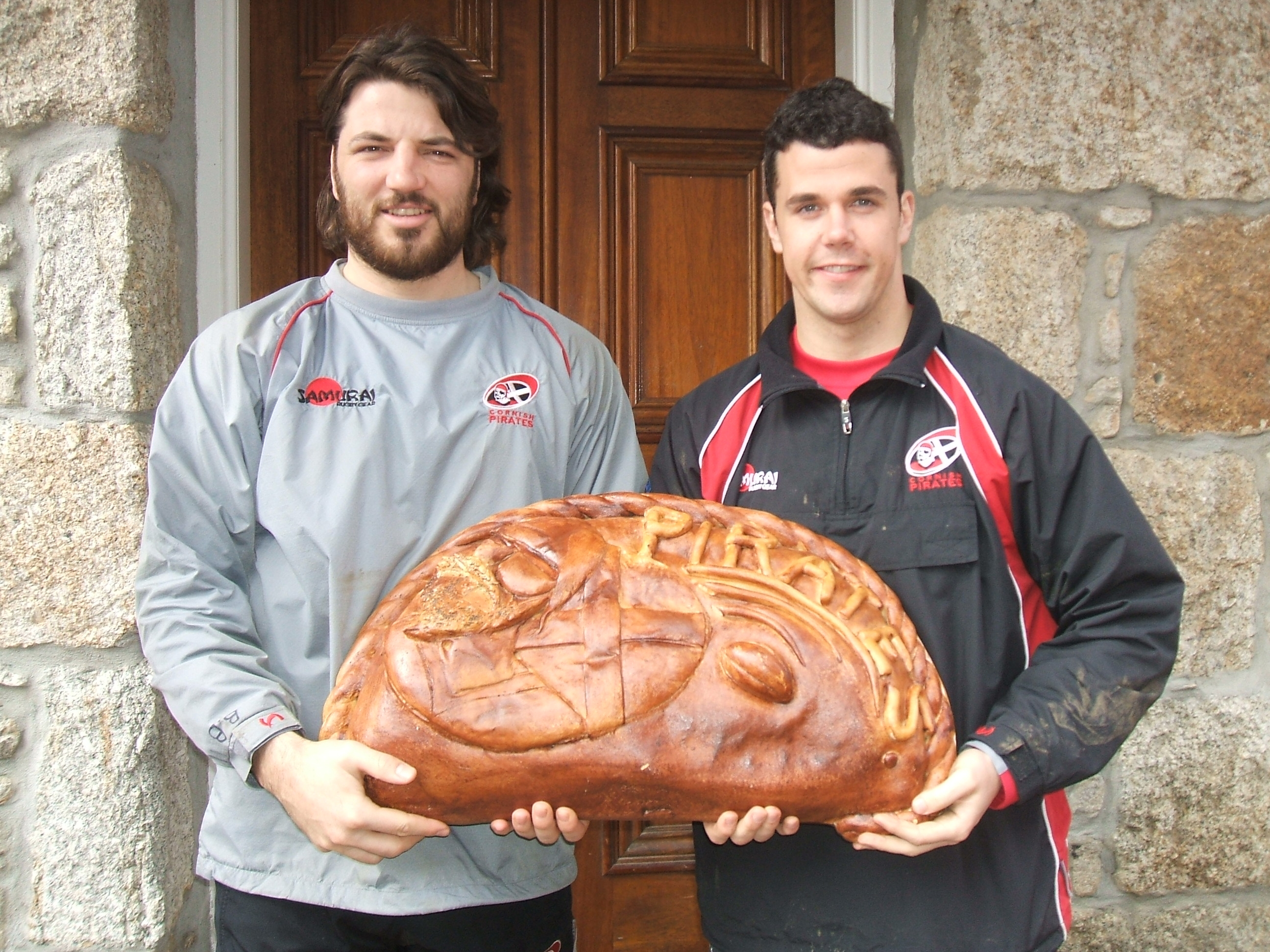
カンボーンで2009年開催した聖ピランフェスティバルのパレードで巨大なパスティをもつコーニッシュ・パイレーツのラグビー選手

コーンウォールは、ペイストリーで作る塩味の焼いた料理、パスティを通じて最も知られているかもしれない。現在のパスティは通常、牛肉ステーキ、タマネギ、ジャガイモ、およびルタバガに塩と白コショウを加えたフィリング入りであるが、歴史的にパスティには様々な異なるフィリングがあった。「Turmut, 'tates and mate」（カブ、ジャガイモと肉の意味）はかつて非常に人気のフィリングだった。例えば、licky pastyはフィリングの大部分がリーキで、ハーブパスティはクレソン、パセリ、エシャロット入りである。パスティは地元では「oggy」と呼ばれることが多い。歴史的に、パスティにはジャム、リンゴとブラックベリー、プラムまたはサクランボといった甘いフィリングで作ることもまた多い。「The Pasty Shop」と「West Cornwall Pasty」の2社のみがイギリス全国チェーンの伝統的「oggy」店である。

### ミートパイ
スクワーブパイはサウス・ウェスト・イングランドの伝統料理であり、古来の記録によるとコーンウォール、デヴォン、およびグロスタシャーで食されていた。その料理名からひな鳩（飼育バトの若鳥）入りと想像させるが、実際は羊肉とリンゴ入りである。
近年はギンスターズベーカリーが最大のミートパイ生産メーカーとなった。

### 乳製品
コーンウォールの湿潤な気候と比較的痩せた土壌のため、多くの作物が栽培に適していない。しかしながら、これらの条件は乳業に必要とされる豊かな牧草地には最適であり、コーンウォールのもうひとつの特産品であるクロテッドクリームをもたらした。材料として、コーニッシュ・ファッジやコーニッシュ・アイスクリームを含む様々な地域の名物で使われる。コーニッシュ・クロテッドクリームはEU法で保護されており、他の地域で生産できない。主な製造業者はスコリアーにあるロダスである。クロテッドクリームはクリームティーの主要食材である。

#### チーズ

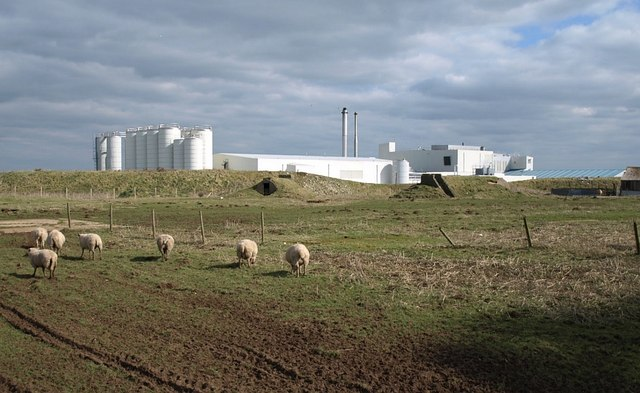
デイビッドストウ・クレマリー

2004年には60種類近くのチーズがコーンウォールで生産され、コーンウォールのチーズは多数の賞を獲得した。
デイビッドストウ・チェダーとキャシードラルシティ・チェダーチーズは、デイリー・クレストがデイビッドストウで、教区教会の隣にある聖デイヴィッドの聖なる泉の水を究極的に使って生産している。セント・エスは、ユナイテッド・デイリーズの最大の酪農場の場所であった。この酪農場はペンウィズの牛乳生産を担っていた。
コーニッシュ・ブルーはアップトン・クロスでCornish Cheese Companyが生産するチーズで、2010年12月のワールド・チーズ・アワード最優秀受賞チーズとして知られている。コーニッシュ・ブルーは、コーンウォールでいくつかのメーカーが生産する柔らかく白い外皮のチーズであるブリーチーズの一種である。ジェヴリックは、ニューキー近くのトレヴァリアンで生産する全脂肪ヤギ乳チーズである。この名前はコーンウォール語で「子ヤギ」である。ケルティック・ゴールドはWhalesborough Farm Foodsが生産するセミハードチーズの一種である。MenallackおよびNanterrowは、ペンリン近郊のMenallack Farmで生産される。テシンは、Cornish Cuisine農場が作るヤギ乳のスモークチーズである。コーニッシュ・ヤーグは、コーンウォールで生産される牛乳のセミハードチーズである。このチーズは、熟成する前に丁寧にセイヨウイラクサで包み、カビが生えるが、食べられる外皮を形成する。食感はセイヨウイラクサに覆われたすぐ下のクリーミーで柔らかな口当たりから中央のケアフィリチーズに似た崩れやすい食感まで変化する。現代の生産はトゥーロ近郊のPengreep Farmにてライナー・デアリーにより旧来のレシピから行われている。ライナー・デアリーはまたCornish GarlandおよびTiskey Meadowも生産している。

### ケーキ、デザートおよび果物

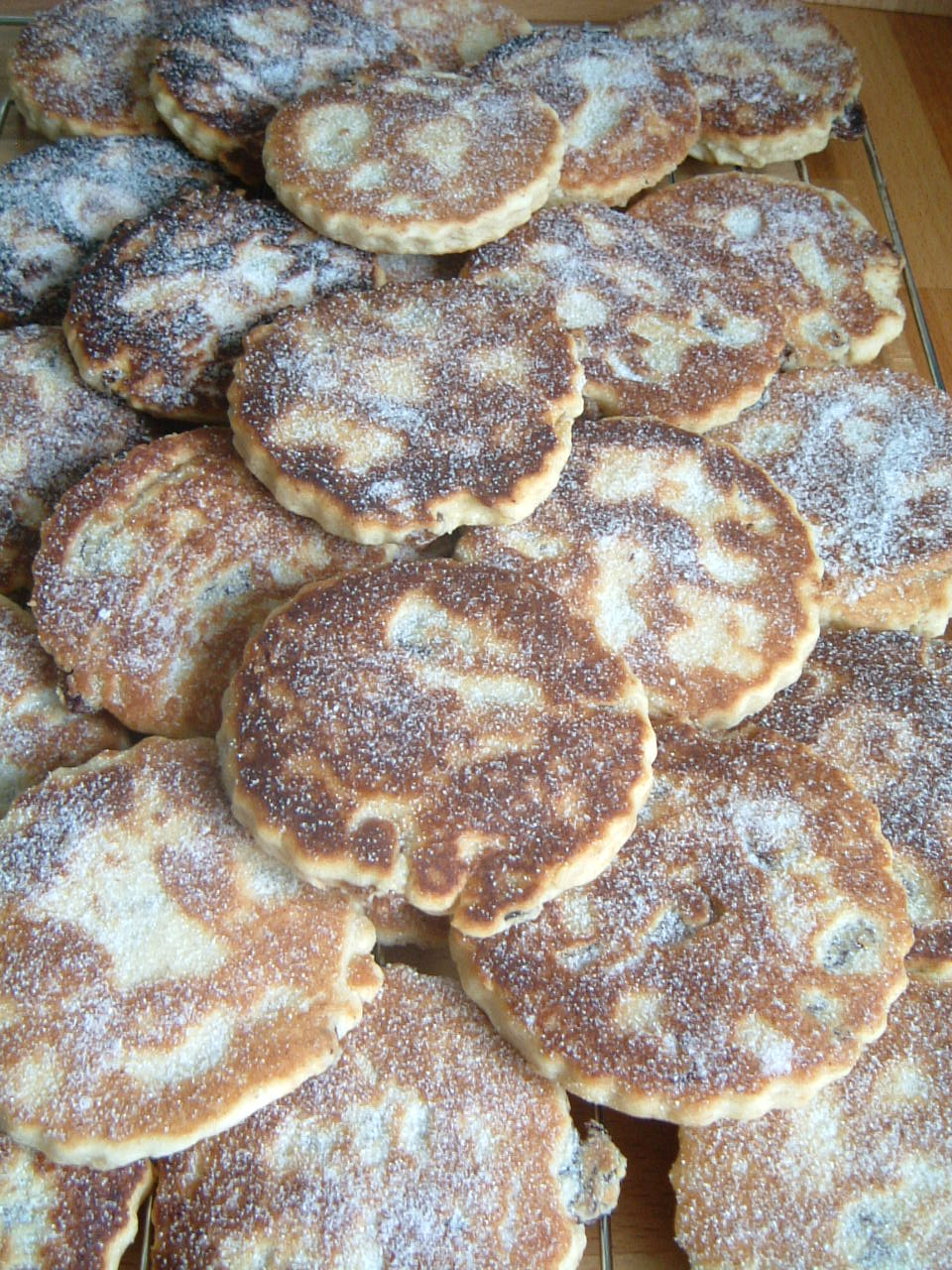
ヘヴァ・ケーキ

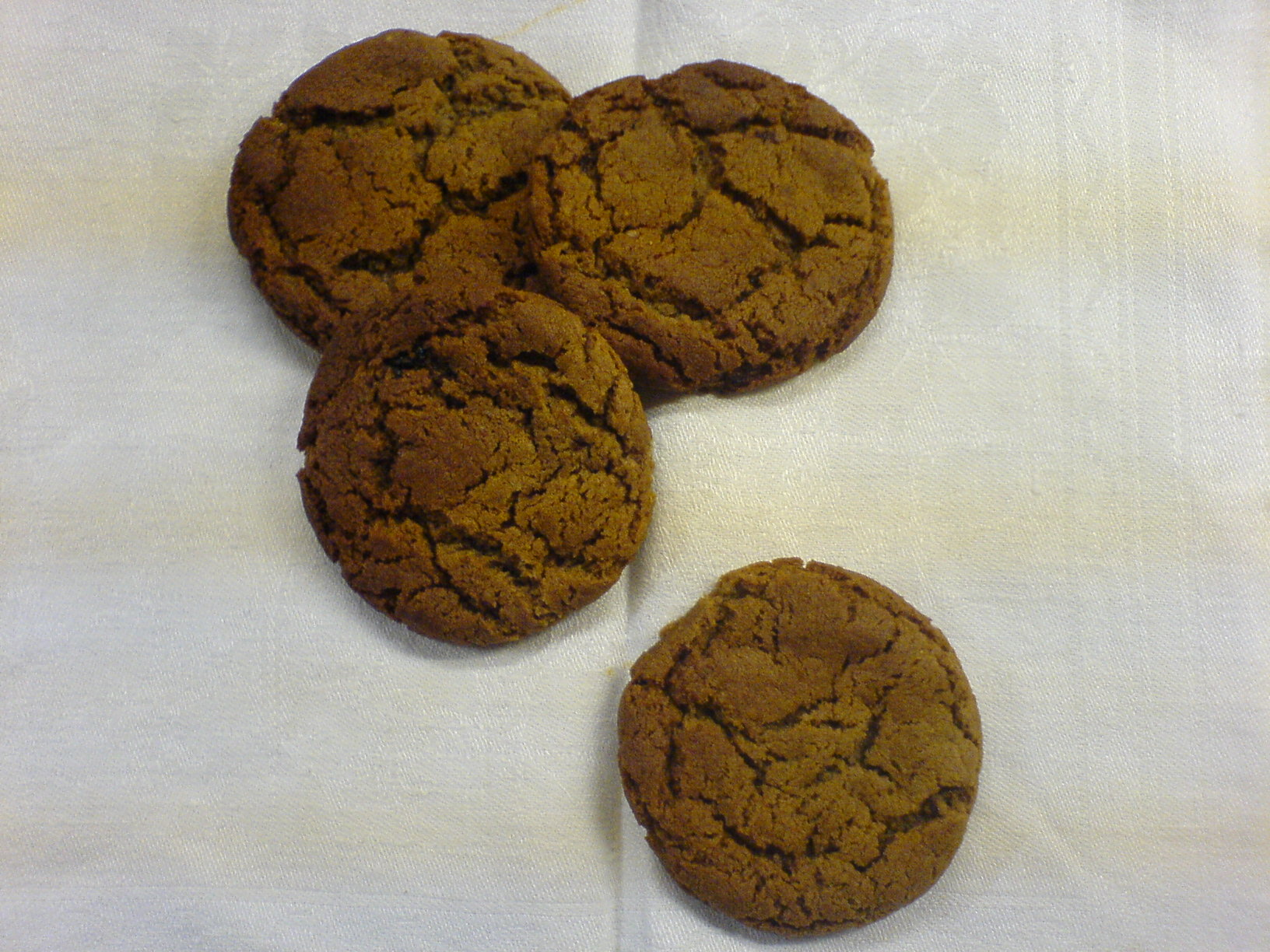
伝統的なコーニッシュ・フェアリング

地方特有のケーキやデザートには、サフランバン、ヘヴァ・ケーキ（ウェルシュケーキに類似）、フェアリングビスケット、figgy 'obbinまたは fuggan、スコーン（ジャムとクロテッドクリーム添えが多い）およびワートルベリーパイがある。酵母を使って焼いたケーキが、ここではイングランドの他地域よりも人気である。
コーニッシュ・ジリフラワーは、1813年にトゥーロで発見され後に商業生産されたリンゴの品種である。他のコーンウォールのリンゴ品種には、コーニッシュ・アロマティックおよびKing Byerdがある。コーンウォールでは様々なリンゴを栽培することができるが、特に適してはいない。ワートルベリーおよびブラックベリーは、農村地区や自家栽培で収穫してジャムやプディングに使うことができる。

## ストーブおよびオーブン
コーンウォールのストーブ（「stab」として知られる）はコーンウォール西部の台所のほとんどに見られていた。このストーブは、地区内の多数の鋳造所で製造されており、真鍮の取っ手つきの鋳鉄で製造された。鋳造は黒鉛でうまくできていた。鋳造所にはカンボーンのSara、Jenkins & Barnicoat、レッドルースのTippet, Terril & Rodg、セント・アイヴスの Luke's、トゥルーロのHill'sとRadmore & Dart、プレーズ＝アン＝ビーブルのRoberts's、およびヘルストンのToy's and Williams'sがあった。火室の扉はオーブンを熱するために閉じるか、心地よい炎を与えるために開けていた。オーブンと火室の上には料理用鉄板があり、湯沸かし用のボイラーを作り付けするストーブもあった。週に1回黒鉛が新しく供給され真鍮部品が磨かれた。セント・アイヴス博物館では、伝統的なコーンウォールの台所の再現が展示されている。
クロームオーブンは石窯の一種である。粘土製または鋳造の取り外しできる扉が付いており、コーンウォールおよびデヴォンのほとんどの台所の炉に標準的に適合していた。オーブンは炉胸の隣に設置されるため、煙突に丸いふくらみがあることが多かった。このふくらみはオーブンを囲む石レンガで作られ、オーブンの再設置が必要なときに解体できるようにしていた。設置時には、肝心のオーブンがひび割れることを避けるため、周囲を粘土で固める。コーンウォールのストーブ設置には炉の背後にレンガの煙道を建てることが必要であったため、鋳造の箱型オーブンが一般に使われるようになると、炉を壁で分けて2つの独立した炉にする構造が標準の慣行となり、したがってクロームオーブンが利用できることが、コーンウォールのストーブまたは類似のレンガに適合する正しい寸法の空間を提供することと同様に、この仕事のための最も一般的な建築資材となった。クロームオーブンの多くはこのように本来の場所で存続された。
1881年の火災でランハイドロックハウスの大部分が焼失すると、元の建物の隣に新しい台所の区画が建設された。大規模なヴィクトリア朝の台所がこのような新しい建物の室内に収容されることは珍しいことであった。この建物は1953年よりナショナル・トラストの所有となり観光客向けに開放されている。

## アルコール飲料

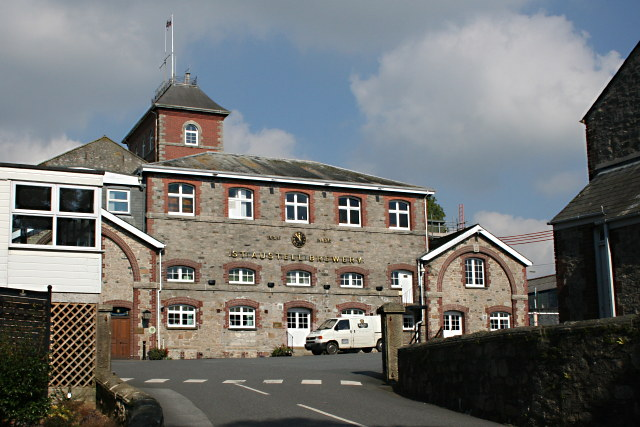
セント・オーステル醸造所

コーンウォールで醸造されるビールには多くの種類があり - シャープズ醸造所、スキナーズ醸造所、およびセント・オーステル醸造所で製造される - スタウト、エールおよび他のスタイルのビールが含まれる。小規模のワイン、ミード、およびサイダー生産もしている。
Spingo（古英語で度数が強いビールを意味する）は、ヘルストンのコイネージホール・ストリートにあるザ・ブルーアンカー・イン（The Blue Anchor Inn）のホテル内醸造所だけで醸造される一連のビールの総称である。サイダーは、伝統的に農場労働者向けに作られたが、コーンウォールはリンゴ栽培に特に適していない。トゥルーロ近郊のヒーリーズ・コーニッシュ・サイダー・ファームは工場で独自のシードル、ブランデー、および工場製の果実酒を醸造し販売している。現在、12のコーンウォールのサイダー生産者 (en) がある。

## 海外

### オーストラリア
コーニッシュ・パスティのようなコーンウォールの食品は、今なおコーンウォール系オーストラリア人の地域社会の間で人気である。南オーストラリア州の元首相ドン・ダンスタンは、かつてパスティ作りコンテストに参加した。スワンキービールとサフランバンはかつて大変人気であり、Kernewek Lowender（コーンウォール語で「コーンウォールの歓喜」）とCornish Associationsにより活性化してきている。
1880年代に、両親がコーンウォールのセント・ジャストから移住したHenry Madren Leggoは、母親の伝統的なレシピに基づいた酢、ピクルス、ソース、コーディアルおよび他の食料品の製造を開始した。彼の会社は現在Leggo'sとして知られており、多くの人はこれをイタリア語と間違えている。
南オーストラリア州の小規模醸造所であるCopper Coast Winesは、瓶内二次発酵する伝統的コーンウォールビールのスワンキービールを、隔年（奇数年）5月開催のコッパーコースト地域のコーンウォール祭り、Kernewek Lowenderのために製造する。スワンキービール（Swanky Beer）という名前はコーンウォールの自家醸造ビールを指すと考えられる。19世紀に、多くのコーンウォール人鉱業従事者がコッパートライアングルに移住してムーンタの銅鉱山で働いた。彼らはコーニッシュ・パスティやホームブルーイングの伝統をもたらした。自家醸造ビールは「スワンキービール」と呼ばれ、麦芽、ホップ、酵母、ブラウン・シュガー、ショウガ、レーズンおよび軟水の雨水で醸造する。これを瓶詰めして上端を紐で結び、出来上がるまで家の中で最も涼しい場所に保存する。このビールは、復活祭、ボンファイア・ナイト、クリスマスのような祝祭の機会に供される。

### アメリカ合衆国

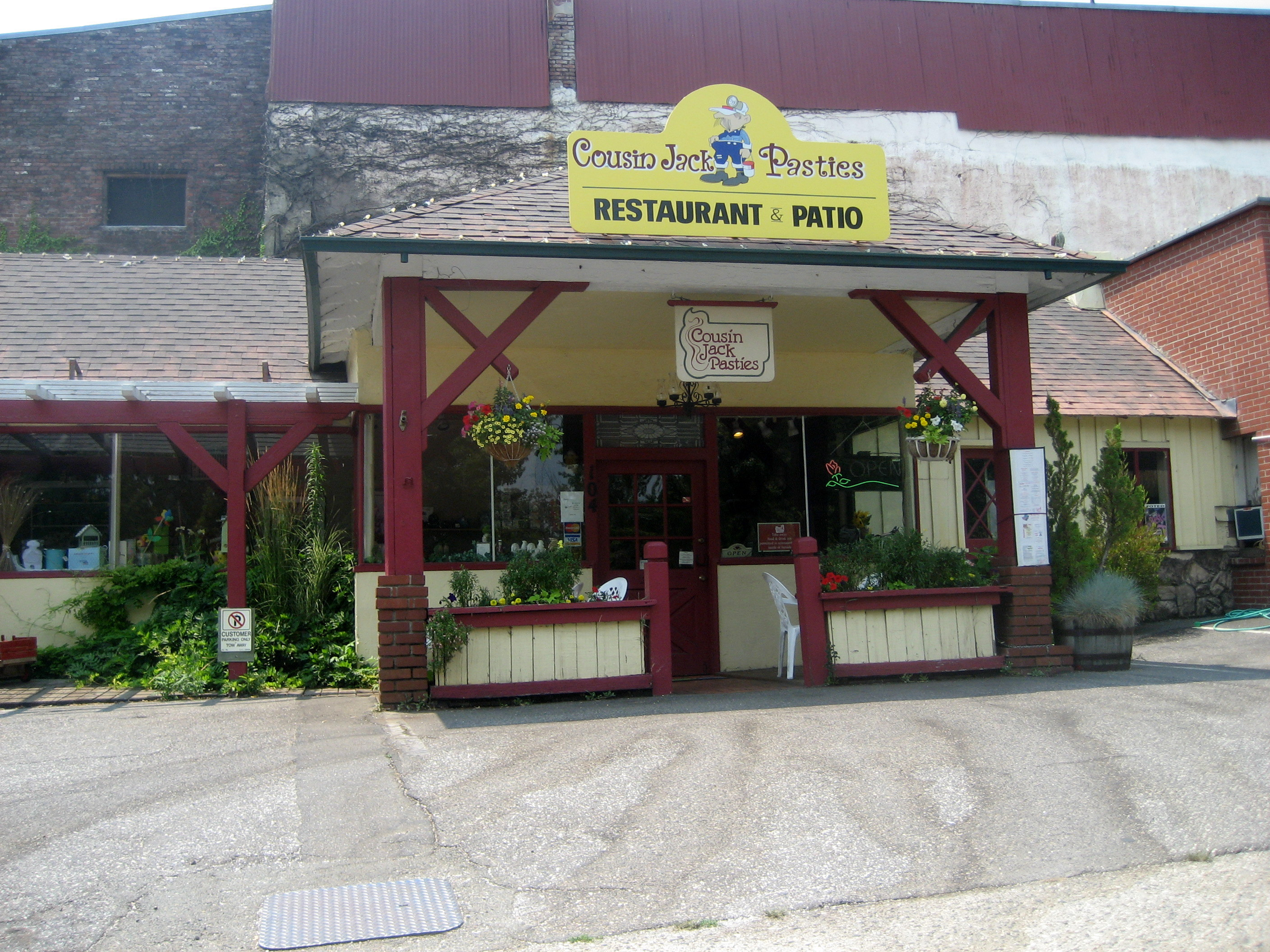
カリフォルニア州、グラスバレーの「Cousin Jack's」パスティ店

コーンウォール系アメリカ人の料理のいくつかは、コーンウォールから派生している。ウィスコンシン州ミネラルポイントでは、パスティやfiggyhobbinのような本物のコーンウォールの食品を供していると主張しており、コーニッシュ・パスティはアメリカのコーンウォール出身鉱山都市で販売されている。カリフォルニア州グラスバレーは聖ピランの日の祝祭を毎年催し、聖ピラン旗掲揚式、コーニッシュ・パスティに関するゲーム、コーニッシュ・レスリング大会が開催される。

### メキシコ

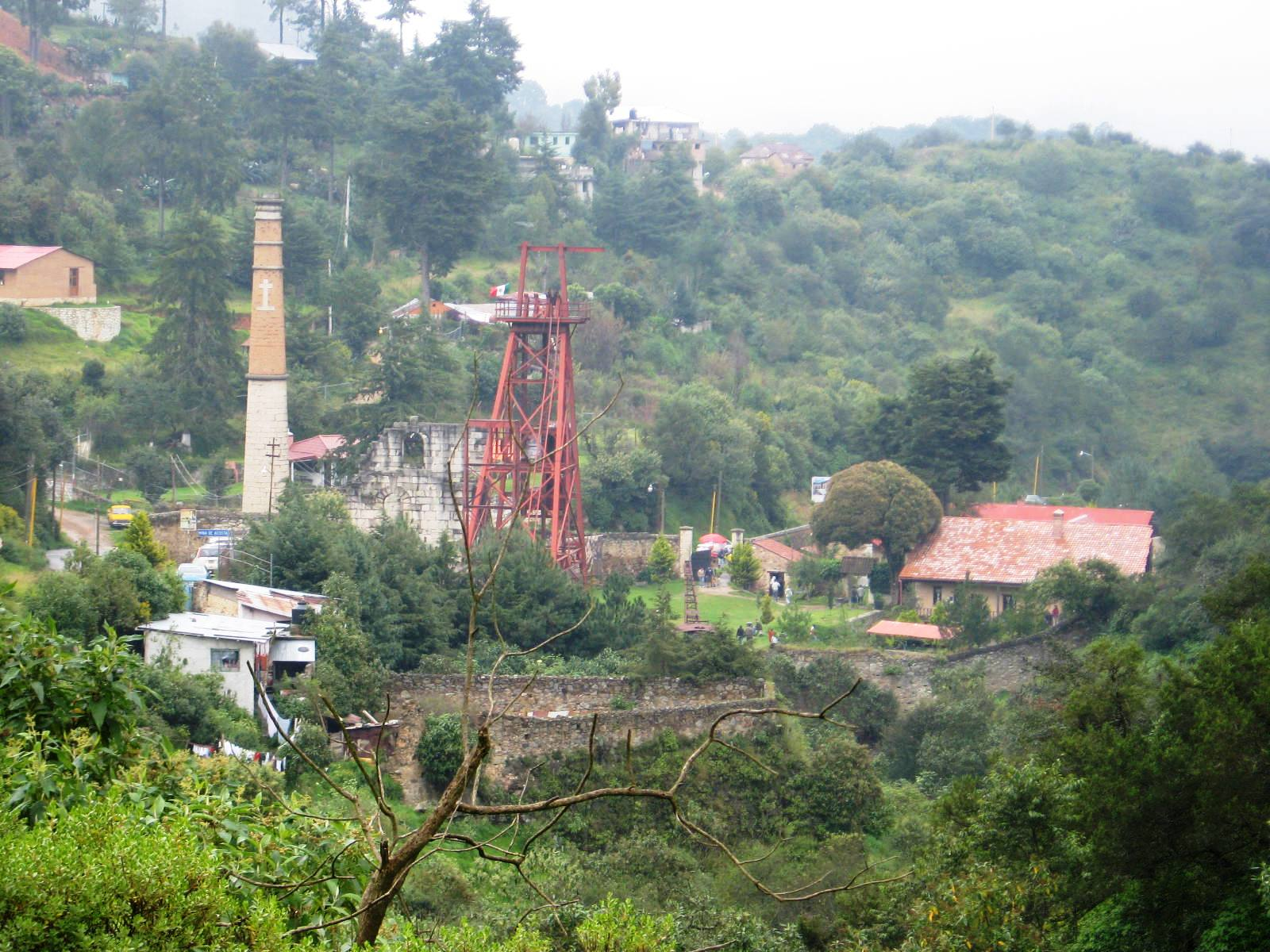
メキシコ、イダルゴ州、ミネラル・デル・モンテにあるコーンウォール鉱山地区

メキシコ中央部のイダルゴ州には、コーニッシュ・パスティから派生した地域の名物料理がある。これはパステと呼ばれ、ミネラル・デル・モンテおよびパチューカの銀鉱山都市で従事したコーンウォール出身の鉱夫から伝わった。この地域への移民の大部分は、現在コーンウォールの「中央鉱山地区」と呼ばれるカンボーンおよびレッドルース出身である。ミネラル・デル・モンテの急勾配の道、階段および小さな広場が低層の建物と多くの煙突のある急勾配の屋根の家と共に並び、コーンウォールの影響を示している。